# Rajd Rzeszowski 2023
32. MARMA Rajd Rzeszowski – 32. edycja Rajdu Rzeszowskiego. To rajd samochodowy, który był rozgrywany od 10 do 12 sierpnia 2023 roku. Bazą rajdu było miasto Rzeszów. Była to piąta runda Rajdowych samochodowych mistrzostw Polski w roku 2023 i piąta runda Rajdowych mistrzostwa Słowacji w roku 2023.

## Lista zgłoszeń[1]
Poniższa lista spośród 53 zgłoszonych zawodników obejmuje tylko zawodników startujących w najwyższej klasie 2, samochodami grupy R5 i wybranych zawodników startujących w klasie Open.
| Nr | Kierowca            | Pilot             | Samochód               | Klasa  | Seria            |
| -- | ------------------- | ----------------- | ---------------------- | ------ | ---------------- |
| 1  | Grzegorz Grzyb      | Adam Binięda      | Škoda Fabia Rally2 evo | RC2, 2 | Poland, Slovakia |
| 2  | Erik Cais           | Igor Bacigál      | Škoda Fabia RS Rally2  | RC2    |                  |
| 3  | Mārtiņš Sesks       | Renārs Francis    | Škoda Fabia Rally2-Kit | RC2, 2 | Poland           |
| 4  | Łukasz Byśkiniewicz | Daniel Siatkowski | Škoda Fabia Rally2 evo | RC2, 2 | Poland           |
| 5  | Kacper Wróblewski   | Jakub Wróbel      | Škoda Fabia Rally2 evo | RC2, 2 | Poland           |
| 6  | Sylwester Płachytka | Rafał Fiołek      | Škoda Fabia Rally2 evo | 2      | Poland           |
| 7  | Jarosław Kołtun     | Ireneusz Pleskot  | Ford Fiesta Rally2     | RC2, 2 | Poland           |
| 8  | Łukasz Kotarba      | Tomasz Kotarba    | Citroën C3 Rally2      | RC2, 2 | Poland           |
| 9  | Rafał Kwiatkowski   | Kamil Kozdroń     | Škoda Fabia Rally2 evo | RC2, 2 | Poland, Slovakia |
| 10 | Aleksander Terlecki | Michał Marczewski | Škoda Fabia Rally2 evo | RC2, 2 | Poland           |
| 11 | Dariusz Poloński    | Łukasz Sitek      | Volkswagen Polo GTI R5 | RC2, 2 | Poland           |
| 12 | Szabolcs Vida       | Dániel Petrovszki | Škoda Fabia Rally2 evo | RC2    |                  |
| 14 | Péter Vida          | Péter Bárdos      | Škoda Fabia R5         | RC2    |                  |
| 15 | Tomasz Ociepa       | Michał Kuśnierz   | Škoda Fabia Rally2 evo | RC2, 2 | Poland           |
| 16 | Michał Tochowicz    | Piotr Białowąs    | Citroën C3 Rally2      | RC2, 2 | Poland           |

## Zwycięzcy odcinków specjalnych[2]
| Dzień       | Numer odcinka | Nazwa odcinka           | Długość  | Zwycięzca odcinka | Samochód               | Czas    | Lider rajdu |
| ----------- | ------------- | ----------------------- | -------- | ----------------- | ---------------------- | ------- | ----------- |
| 11 sierpnia | OS1           | Różanka 1               | 11,57 km | Erik Cais         | Škoda Fabia RS Rally2  | 6:14.1  | Erik Cais   |
| 11 sierpnia | OS2           | Lubenia 1               | 20,45 km | Erik Cais         | Škoda Fabia RS Rally2  | 11:43.0 | Erik Cais   |
| 11 sierpnia | OS3           | Różanka 2               | 11,57 km | Erik Cais         | Škoda Fabia RS Rally2  | 6:10.7  | Erik Cais   |
| 11 sierpnia | OS4           | Lubenia 2               | 20,45 km | Erik Cais         | Škoda Fabia RS Rally2  | 11:37.1 | Erik Cais   |
| 11 sierpnia | OS5           | Rzeszów                 | 2,30 km  | Grzegorz Grzyb    | Škoda Fabia Rally2 evo | 1:50.9  | Erik Cais   |
| 12 sierpnia | OS6           | Kołaczyce 1             | 17,80 km | Erik Cais         | Škoda Fabia RS Rally2  | 9:40.1  | Erik Cais   |
| 12 sierpnia | OS7           | Grudna 1                | 14,65 km | Erik Cais         | Škoda Fabia RS Rally2  | 7:56.9  | Erik Cais   |
| 12 sierpnia | OS8           | Pstrągowa 1             | 10,85 km | Erik Cais         | Škoda Fabia RS Rally2  | 6:08.7  | Erik Cais   |
| 12 sierpnia | OS9           | Kołaczyce 2             | 17,80 km | Erik Cais         | Škoda Fabia RS Rally2  | 9:39.5  | Erik Cais   |
| 12 sierpnia | OS10          | Grudna 2                | 14,65 km | Erik Cais         | Škoda Fabia RS Rally2  | 7:51.0  | Erik Cais   |
| 12 sierpnia | OS11          | Pstrągowa 1 Power Stage | 10,85 km | Erik Cais         | Škoda Fabia RS Rally2  | 6:05.2  | Erik Cais   |

### Power Stage w RSMP – OS11[3]
| Miejsce | Kierowcast          | Pilot             | Samochód               | Czas/strata | Punkty |
| ------- | ------------------- | ----------------- | ---------------------- | ----------- | ------ |
| 1       | Kacper Wróblewski   | Jakub Wróbel      | Škoda Fabia Rally2 evo | 6:05.5      | 5      |
| 2       | Sylwester Płachytka | Rafał Fiołek      | Škoda Fabia Rally2 evo | +0.6        | 4      |
| 3       | Grzegorz Grzyb      | Adam Binięda      | Škoda Fabia Rally2 evo | +1.9        | 3      |
| 4       | Łukasz Byśkiniewicz | Daniel Siatkowski | Škoda Fabia Rally2 evo | +2.7        | 2      |
| 5       | Jarosław Kołtun     | Ireneusz Pleskot  | Ford Fiesta Rally2     | +5.2        | 1      |

## Wyniki końcowe rajdu
| Miejsce                | Kierowca               | Pilot                  | Samochód                | Czas                   | Strata                 | Grupa Klasa            | Punkty                 |
| Klasyfikacja generalna | Klasyfikacja generalna | Klasyfikacja generalna | Klasyfikacja generalna  | Klasyfikacja generalna | Klasyfikacja generalna | Klasyfikacja generalna | Klasyfikacja generalna |
| ---------------------- | ---------------------- | ---------------------- | ----------------------- | ---------------------- | ---------------------- | ---------------------- | ---------------------- |
| 1                      | Erik Cais              | Igor Bacigál           | Škoda Fabia RS Rally2   | 1:24:59.0              | –                      | RC2                    |                        |
| 2                      | Grzegorz Grzyb         | Adam Binięda           | Škoda Fabia Rally2 evo  | 1:26:11.7              | +1:12.7                | 2                      |                        |
| 3                      | Kacper Wróblewski      | Jakub Wróbel           | Škoda Fabia Rally2 evo  | 1:26:27.9              | +1:28.9                | 2                      |                        |
| 4                      | Łukasz Byśkiniewicz    | Daniel Siatkowski      | Škoda Fabia Rally2 evo  | 1:26:59.1              | +2:00.1                | 2                      |                        |
| 5                      | Sylwester Płachytka    | Rafał Fiołek           | Škoda Fabia Rally2 evo  | 1:27:02.2              | +2:03.2                | 2                      |                        |
| 6                      | Jarosław Kołtun        | Ireneusz Pleskot       | Ford Fiesta Rally2      | 1:28:13.1              | +3:14.1                | 2                      |                        |
| 7                      | Dariusz Poloński       | Łukasz Sitek           | Volkswagen Polo GTI R5  | 1:28:43.5              | +3:44.5                | 2                      |                        |
| 8                      | Aleksander Terlecki    | Michał Marczewski      | Škoda Fabia Rally2 evo  | 1:30:49.5              | +5:50.5                | 2                      |                        |
| 9                      | Jacek Sobczak          | Mateusz Pawłowski      | Porsche 997 GT3 Cup 3.6 | 1:31:17.9              | +3:35.5                | NAT3                   |                        |
| 10                     | Gracjan Predko         | Michał Jurgała         | Peugeot 208 Rally4      | 1:33:05.7              | +8:06.7                | 4                      |                        |
| Klasyfikacja RSMP      |                        |                        |                         |                        |                        |                        |                        |
| 1                      | Grzegorz Grzyb         | Adam Binięda           | Škoda Fabia Rally2 evo  | 1:26:11.7              | 0,0                    | 2                      | 30+3                   |
| 2                      | Kacper Wróblewski      | Jakub Wróbel           | Škoda Fabia Rally2 evo  | 1:26:27.9              | +16.2                  | 2                      | 24+5                   |
| 3                      | Łukasz Byśkiniewicz    | Daniel Siatkowski      | Škoda Fabia Rally2 evo  | 1:26:59.1              | +47.4                  | 2                      | 21+2                   |
| 4                      | Sylwester Płachytka    | Rafał Fiołek           | Škoda Fabia Rally2 evo  | 1:27:02.2              | +50.5                  | 2                      | 19+4                   |
| 5                      | Jarosław Kołtun        | Ireneusz Pleskot       | Ford Fiesta Rally2      | 1:28:13.1              | +2:01.4                | 2                      | 17+1                   |
| 6                      | Dariusz Poloński       | Łukasz Sitek           | Volkswagen Polo GTI R5  | 1:28:43.5              | +2:31.8                | 2                      | 15                     |
| 7                      | Aleksander Terlecki    | Michał Marczewski      | Škoda Fabia Rally2 evo  | 1:30:49.5              | +4:37.8                | 2                      | 13                     |
| 8                      | Jacek Sobczak          | Mateusz Pawłowski      | Porsche 997 GT3 Cup 3.6 | 1:31:17.9              | +5:06.2                | NAT3                   | 11                     |
| 9                      | Gracjan Predko         | Michał Jurgała         | Peugeot 208 Rally4      | 1:33:05.7              | +6:54.0                | 4                      | 9                      |
| 10                     | Piotr Parys            | Damian Syty            | Ford Fiesta Rally3      | 1:34:02.8              | +7:51.1                | 3                      | 7                      |
| 11                     | Piotr Krotoszyński     | Mateusz Martynek       | Ford Fiesta Rally3      | 1:34:31.7              | +8:20.0                | 3                      | 5                      |
| 12                     | Hubert Kowalczyk       | Jarosław Hryniuk       | Peugeot 208 Rally4      | 1:34:36.3              | +8:24.6                | 4                      | 4                      |
| 13                     | Jakub Ulanowski        | Patryk Kielar          | Peugeot 208 Rally4      | 1:35:26.8              | +9:15.1                | 4                      | 3                      |
| 14                     | Marek Nowak            | Adam Grzelka           | Opel Corsa Rally4       | 1:35:32.7              | +9:21.0                | 4                      | 2                      |
| 15                     | Tomasz Ociepa          | Michał Kuśnierz        | Škoda Fabia Rally2 evo  | 1:37:11.4              | +10:59.7               | 2                      | 1                      |

## Klasyfikacja kierowców RSMP 2023 po 5. rundach
Punkty otrzymuje 15 pierwszych zawodników, którzy ukończą rajd według klucza:
| Miejsce | 1  | 2  | 3  | 4  | 5  | 6  | 7  | 8  | 9 | 10 | 11 | 12 | 13 | 14 | 15 |
| Punkty  | 30 | 24 | 21 | 19 | 17 | 15 | 13 | 11 | 9 | 7  | 5  | 4  | 3  | 2  | 1  |

Dodatkowe punkty zawodnicy zdobywają za ostatni odcinek specjalny zwany Power Stage, punktowany: za zwycięstwo – 5, drugie miejsce – 4, trzecie – 3, czwarte – 2 i piąte – 1 punkt.
| Miejsce | 1 | 2 | 3 | 4 | 5 |
| Punkty  | 5 | 4 | 3 | 2 | 1 |

W tabeli uwzględniono miejsce, które zajął zawodnik w poszczególnym rajdzie, a w indeksie górnym umieszczono miejsce zajęte na ostatnim, dodatkowo punktowanym odcinku specjalnym tzw. Power Stage.
| Poz. | Kierowca            | Świdnicki | Polski | Podlaski | Małopolski | Rzeszowski | Śląska | Wisły | Suma punktów |
| ---- | ------------------- | --------- | ------ | -------- | ---------- | ---------- | ------ | ----- | ------------ |
| 1    | Grzegorz Grzyb      | 14        | 34     | 1        | 13         | 13         |        |       | 156          |
| 2    | Łukasz Byśkiniewicz | 45        | 4      | 4        | 31         | 34         |        |       | 109          |
| 3    | Sylwester Płachytka | 21        | 53     | 2        | NU         | 42         |        |       | 100          |
| 4    | Jarosław Kołtun     | 7         | 6      | 65       | 5          | 5          |        |       | 80           |
| 5    | Mārtiņš Sesks       | 32        | 1      |          |            | 28         |        |       | 60           |
| 6    | Dariusz Poloński    | NU        |        |          | 2          | 6          |        |       | 43           |
| 7    | Jarosław Szeja      | 53        | 225    | 3        | NU         |            |        |       | 42           |
| 8    | Łukasz Kotarba      | NU        | 23     | 53       | 4          | 26         |        |       | 41           |
| 9    | Aleksander Terlecki | 8         |        | 15       | 7          | 7          |        |       | 38           |
| 10   | Piotr Parys         | 6         | 21     | 7        | NU         | 10         |        |       | 35           |
| 11   | Rafał Kwiatkowski   | 9         | NU     | 9        | 6          | NU         |        |       | 33           |
| 12   | Gracjan Predko      | 12        | 8      | 12       | 13         | 9          |        |       | 31           |
| 13   | Kacper Wróblewski   |           |        |          |            | 21         |        |       | 29           |
| 14   | Mikołaj Marczyk     |           | 2      |          |            |            |        |       | 28           |
| 11   | Piotr Parys         | 6         | 21     | 7        | NU         |            |        |       | 28           |
| 15   | Jakub Matulka       | 10        | 15     | 8        | 10         | NU         |        |       | 26           |
| 16   | Piotr Krotoszyński  | 16        | 9      | 10       | 19         | 11         |        |       | 21           |
| 17   | Marek Roefler       | 19        | 7      | 11       | NU         |            |        |       | 18           |
| 18   | Hubert Kowalczyk    | 14        | 13     | 18       | 9          | 12         |        |       | 18           |
| 19   | Michał Tochowicz    | 11        |        |          | 8          | NU         |        |       | 16           |
| 20   | Jacek Sobczak       | NU        |        | 14       | NU         | 8          |        |       | 13           |
| 21   | Tomasz Ociepa       |           | 10     | NU       | 18         | 15         |        |       | 8            |
| 22   | Marek Nowak         | 15        | 26     | 17       | 11         | 14         |        |       | 8            |
| 23   | Filip Pindel        | 17        | 12     | 20       | 12         |            |        |       | 8            |
| 24   | Grzegorz Bonder     | 13        |        | 13       | 32         |            |        |       | 6            |
| 25   | Artur Długosz       | 20        | 11     | 19       | NU         |            |        |       | 5            |
| 26   | Jakub Ulanowski     |           |        |          |            | 13         |        |       | 3            |
| 27   | Błażej Gazda        | 21        | 14     | 21       | NU         | 29         |        |       | 2            |
| 28   | Michał Chorbiński   | 26        |        |          | 14         | NU         |        |       | 2            |
| 29   | Artur Równiatka     | NU        |        |          | 15         |            |        |       | 1            |
| Poz. | Kierowca            | Świdnicki | Polski | Podlaski | Małopolski | Rzeszowski | Śląska | Wisły | Suma punktów |